# Шаріпово (Калтасинський район)
Шарі́пово (рос. Шарипово, башк. Шәрип) — присілок у складі Калтасинського району Башкортостану, Росія. Входить до складу Кельтеївської сільської ради.
Населення — 26 осіб (2010; 34 у 2002).
Національний склад:
- башкири — 85 %